# Salvatore Piscicelli
Salvatore Piscicelli (* 4. Januar 1948 in Pomigliano d’Arco; † 21. Juli 2024 in Rom) war ein italienischer Filmkritiker und -regisseur sowie Drehbuch- und Buchautor.

## Leben
Piscicelli schloss sein Studium in Moderner Literatur ab und war von 1970 bis 1978 als Filmkritiker aktiv. Er schrieb u. a. für die Periodika „Avanti!“, „Cinemasessanta“ und „Mondo Operaio“. Seit 1976 trat er auch als Regisseur von kurzen Dokumentarfilmen und Fernsehbeiträgen in Erscheinung, die sich häufig mit dem Karneval in Venedig beschäftigten. Mit Immacolata e Concetta, l’altra gelosia legte er 1979 dann sein Spielfilmdebüt vor, das beim Filmfestival Locarno den „Silbernen Leoparden“ erhielt. Weitere Dramen folgten, in denen er soziologische Strukturen der neapolitanischen Gegenwartsgesellschaft untersuchte. Le occasioni di Sara wurde 1981 bei den Filmfestspielen von Venedig gezeigt und Darstellerin Marina Suma mit einem David di Donatello ausgezeichnet; Metropolitan Blues von 1985 schloss die Neapel-Trilogie ab. Mit Regina (1987) und Baby gang (1992) gelangen Piscicelli keine großen Erfolge. Erst 1999 erschien seine nächste Arbeit, Il corpo dell’anima. 2001 und 2003 (der autobiografische Alla fine della notte) wurden seine beiden letzten Filme gezeigt.
Bis 1999 arbeitete Piscicelli bei allen Filmen mit der Autorin Carla Apuzzo zusammen; er verfasste zudem selbst mehrere Bücher.

## Filmografie (Auswahl)
- 1979: Immacolata und Concetta – Die andere Eifersucht (Immacolata e Concetta, l’altra gelosia)
- 2003: Alla fine della notte